# 機械戰士REX
《機械戰士REX》（英語：Generator Rex）是一部美國動畫，以「Man of Action」團隊為原創（由Duncan Rouleau、Joe Casey、Joe Kelly和Steven T. Seagle組成）。製片公司是Cartoon Network Studios。製作靈感源自美國漫畫《M. Rex》，在1999年推出。本作在2010年4月23日於美國卡通頻道首播及2011年1月15日於台灣卡通頻道播出。

## 故事簡介
在幻晶科技氾濫、會將人畜演化為危險物種的世界，只有一個人可以藉著幻晶，拯救這次的進化革命，他就是—Rex！
這一切都得從故事發生的五年前說起。當時發生了全球大爆炸，幻晶隨後散佈到大氣中，使得地球所有生物受到幻晶感染，且隨時有可能在寄宿主體內活化，突變成所謂的「變魔（E.V.O.，全名Exponentially Variegated Organism）」，雖然有些仍可跟一般生物同樣，但有些不但喪失心智能力，還會傷害週遭每樣事物。因此，為了對抗這些變魔，「剋魔會」這個組織隨之成立，目的就是為了捕捉並治療這些變魔；總部為主要基地，「維合號」為行動指揮中心和太空艦。
Rex是個失去記憶的十五歲少年，雖然也是變魔，但獨特於可以控制幻晶，並能利用這種能力打擊邪惡勢力及治癒變魔，目前受到剋魔會重用，而故事就這麼樣的展開了...

## 登場角色
以下敘述以台灣播映進度（第一季前20集）為主。

### 剋魔會
- Rex（Rex Salazar，台灣版綽號小雷）

配音：森久保祥太郎（日本）；Daryl Sabara（美國）；李世揚（台灣）
主人公，15歲。是個可以控制幻晶的變魔，能依身體特定部份而變成不同機械、駕馭其他變魔、解鎖或入侵…等，但除此之外與普通青少年沒什麼差別。
莫名的原因使得Rex失去記憶。
目前任職於剋魔會，且剋魔會答應協助Rex尋回記憶。
活潑、衝動、富正義感、重視情義。
與音音兩人處於彼此曖昧的狀態。
有一個哥哥，原文全名為César Salazar（配音員：劉傑）。父母皆已故。
因為幻晶，左上臂可以變成「爆射砲」，利用岩石、金屬或其他東西，發射出去得以攻擊；右上臂可以變成「超鋸劍」，兼具劍及鍊鋸的功能；上身可以變成「飛速器」，如同名字般能夠快速飛行，使用時發射類似巨型流星鎚的雙渦輪武器才能攻擊；雙手可以變成「擎天手」，可攻擊及舉重物，甚至當作強力電鑽使用；雙腳各能變成「霸王靴」和「飆風輪」，前者適合在任何場合皆可穿著，底部有六個刺，且重量之高不可忽視，而後者屬於交通工具，速度飛快，同時具備可縮回的攻擊撞槌，能夠擊碎任何東西。以上所有機械皆為大型。
阿根廷和墨西哥混血
- 龍哥（Agent Six）

配音：岩崎浩（日本）；Wally Kurth（美國）；王希華（台灣）
剋魔會的資深特務，主要擔起照顧Rex的責任。
平時穿著為綠色西裝外套及褲子、白色襯衫、黑色領帶，連衣櫃收的全都是同一套，並戴墨鏡。
沉穩寡言。
Rex喜歡稱呼龍哥為保母，但本人不喜歡。
有「降龍刀」和「浮雲板」兩種武器。
- 哈哈（Bobo Haha）

配音：間宮康弘（日本）；John DiMaggio（美國）；孫誠（台灣）
智商近如人類的變魔黑猩猩，能與人類交談。是Rex的跟班及朋友。平時戴著單眼罩及土耳其毯帽。
隨性並好鬥，戰鬥模式通常是先打再說，但Rex基本上對牠有一定的信任。武器為中筒狀的紅色雷射槍(哈哈雷射槍)，攜有兩支。
- 何蒂博士（Dr. Rebecca Holiday）

配音：加藤優子（日本）；Grey DeLisle（美國）；詹雅菁（台灣）
剋魔會的領頭科學家。
平時穿著為實驗室外套、橘色上衣、灰色裙子和黑色長靴。
有妹妹，但成為變魔並無法恢復，現今被囚禁在地窖中。
- 阿洛（Noah Nixon）

配音：井上剛（日本）；Fred Savage（美國）；賀宇傑（台灣）
Rex的好朋友，但起初是被白爵士請來當間諜，並下命令要順Rex的意與他成為朋友。
金髮碧眼。學業成績不錯，擅長打乒乓球。
雖然在剋魔會屬於普通的存在，但已有一些作戰能力，且經過散打訓練。
- 白爵士（White Knight）

配音：黑澤剛史（日本）；J.K. Simmons（美國）；陳幼文（台灣）
剋魔會的領袖。
十分嚴肅。
曾受到幻晶感染，之後全被分解而白化，是目前唯一未殘留幻晶的人。現在害怕再受到感染而長期躲在無菌室。
- 卡倫上尉（Captain Callan）

配音：Wally Kurth（美國）；魏伯勤（台灣）
剋魔會的特務。
金髮。

### 反派
- 梵克來（Van Kleiss）

配音：咲野俊介（日本）；Troy Baker（美國）；陳幼文（台灣）
掌管冥王魔界的老大，也是出色的英國科學家，平時會追蹤和捕捉變魔，以在他們身上做實驗和基因接駁的研究。
在王國內可自由控制任何事物，可是離開勢力範圍就會變得不堪一擊，因此總得帶些經基因重組的幻晶或吃掉其他變魔補充能量。
能直接飛行及於水中行動。雖然也能控制幻晶，但突變並無Rex穩定。
外型近似吸血鬼，相當無情。
除了知道所有關於幻晶的秘密，也知道Rex的身世之謎；且要是成功得到想要的東西，都知道該如何利用它控制世界。
- 沒臉的（NoFace）

配音：Fred Tatasciore（美國）；魏伯勤（台灣）
- 殺無赦（ZAG-RS）

配音：Grey DeLisle（美國）；陳美貞（台灣）
人工智慧電腦程式。目的是要摧毀幻晶，但其實等同是摧毀世界。
- 建築大師（The Architect）

配音：John DiMaggio（美國）；魏伯勤（台灣）
殺無赦的自動系統分身體。
- 獵者砍恩（Hunter Cain）

配音：加藤亮夫（日本）；John Cena（美國）；符爽（台灣）

#### 梵獸群
由梵克來帶領的一組變魔團隊，成員如下：
- 生化狼（Biowulf）

配音：Troy Baker（美國）；吳文民（台灣）
外型近似狼人並有頭白髮，有雙鋼爪及敏捷身手，裝甲為藍色。
結合狼和犬的天性，生性兇殘並對梵克來忠心耿耿。也由於智慧高，在梵獸群中擁有頗高地位。
- 綠晶怪蜥（Skalamander）

配音：John DiMaggio（美國）；賀宇傑（台灣）
恐怖怪異。
背部的尖刺能夠準確射向敵人。
- 閃靈女（Breach）

配音：Hynden Walch（美國）；劉如蘋（台灣）
擁有四隻手（兩大兩小）及穿著校服的女變魔，髮型類似中短髮版的貞子。
可撕裂現實世界空間，製造類似傳送器連接任何地方的入口，也使得她可以不經意的出現。
- 音音（Circe）

配音：石田嘉代（日本）；Tara Sands（美國）；楊凱凱（台灣）
女變魔。頭髮紅黑交錯。特殊能力是從口中發出超音波，嘴巴朝外呈大撕裂狀。
自認為無法融入現實世界，只有梵克來和梵獸群能接納她而投靠梵克來，但不完全贊同他的理念。

### 其他
- 瑞德博士（Dr. Gabriel Rylander）

配音：Brent Spiner（美國）；孫德成（台灣）
- 克萊兒鮑曼（Claire Bowman）

配音：Danica McKellar（美國）；謝佼娟（台灣）
阿洛喜歡的女孩。
在第11集答應與阿洛去舞會，但同時希望替堪稱「男友掃把星」的好友安妮尋找男伴，阿洛則求Rex與她結伴。
- 安妮（Annie）

配音：Felicia Day（美國）；丘梅君（台灣）
克萊兒的好朋友。
因為笨拙，對男生來說擁有令人畏懼的厄運，過去跟她約過會的男生沒一個安然倖存，唯獨Rex例外（雖仍多災多難）；在與克萊兒和Rex、阿洛同行之後，即使幾乎錯過舞會，兩位一致認為是她們有史以來最棒的約會，至於Rex認為就算安妮和善並可愛，也不願再與她約會。
- 阿長（Tuck）

配音：Dante Basco（美國）；（台灣）
年輕變魔。身體與木乃伊相似，身著黑色襯衫（無左袖）和棕褲。
是Rex過去最好的朋友，也可能是認識他最久的人。
- 花枝（Sqwydd）

配音：Jason Marsden（美國）；何志威（台灣）
年輕變魔。擁有觸手、可伸縮、不規則形狀並具彈性的手及頭髮。
能夠噴出類似墨水的噴霧。
- 紡織娘（Cricket）

配音：Vyvan Pham（美國）；劉如蘋（台灣）
年輕變魔。
似乎有些喜歡Rex。
- 田小班(Ben Tennyson)

配音：保志總一朗（日本）；Yuri Lowenthal（美國）；何志威（台灣）
「Ben10 終極英雄」這部卡通的主角
在「Ben 10/Generator Rex: Heroes United」一集中登場，瀏海梳整齊了，一度被小雷認為有幻晶，(以暴虎形態登場)，到最後還有和小雷合體(小班變成變形怪使小雷的功能進化)，兩人似乎變成了好友。

## 每集主題

### 第一季
| 集數 | 當季集數 | 美版標題                        | 台版標題       | 美版集數             |
| ---- | -------- | ------------------------------- | -------------- | -------------------- |
| 01   | 01       | The Day That Everything Changed | 驚天巨變       | Season 1 - Epsode 01 |
| 02   | 02       | String Theory                   | 軍令如山       | Season 1 - Epsode 02 |
| 03   | 03       | Beyond the Sea                  | 海角奇緣       | Season 1 - Epsode 03 |
| 04   | 04       | Lockdown                        | 神祕地窖       | Season 1 - Epsode 04 |
| 05   | 05       | The Architect                   | 隱形烏托邦     | Season 1 - Epsode 05 |
| 06   | 06       | Frostbite                       | 內神通外鬼     | Season 1 - Epsode 06 |
| 07   | 07       | Leader of the Pack              | 萬惡之首       | Season 1 - Epsode 07 |
| 08   | 08       | The Hunter                      | 獵者砍恩       | Season 1 - Epsode 13 |
| 09   | 09       | Breach                          | 孤單閃靈女     | Season 1 - Epsode 08 |
| 10   | 10       | Dark Passage                    | 暗道之光       | Season 1 - Epsode 09 |
| 11   | 11       | The Forgotten                   | 有得有失       | Season 1 - Epsode 10 |
| 12   | 12       | Operation: Wingman              | 超級掃把星     | Season 1 - Epsode 11 |
| 13   | 13       | Rabble                          | 往事不堪回首   | Season 1 - Epsode 12 |
| 14   | 14       | Gravity                         | 搶救博士       | Season 1 - Epsode 14 |
| 15   | 15       | What Lies Beneath               | 暗藏玄機       | Season 1 - Epsode 15 |
| 16   | 16       | The Swarm                       | 蟲蟲危機       | Season 1 - Epsode 16 |
| 17   | 17       | Basic                           | 新兵魔鬼特訓營 | Season 1 - Epsode 17 |
| 18   | 18       | Plague                          | 昏睡大瘟疫     | Season 1 - Epsode 18 |
| 19   | 19       | Promises, Promises              | 未來希望       | Season 1 - Epsode 19 |
| 20   | 20       | Badlands                        |                | Season 1 - Epsode 20 |
| 21   | 21       | Payback                         | 以牙還牙       | Season 1 - Epsode 21 |

### 第二季
| 集數 | 當季集數 | 美版標題         | 台版標題 |
| ---- | -------- | ---------------- | -------- |
| 22   | 01       | Rampage          |          |
| 23   | 02       | Waste Land       |          |
| 24   | 03       | Lost Weekend     |          |
| 25   | 04       | Alliance         |          |
| 26   | 05       | Robo Bobo        |          |
| 27   | 06       | Divide By Six    |          |
| 28   | 07       | Mixed Signals    |          |
| 29   | 08       | Outpost          |          |
| 30   | 09       | Haunted          |          |
| 31   | 10       | Moonlighting     |          |
| 32   | 11       | Without a Paddle |          |
| 33   | 12       | Written in Sand  |          |
| 34   | 13       | Night Falls      |          |
| 35   | 14       | Hard Target      |          |
| 36   | 15       | A Family Holiday |          |
| 37   | 16       | Exposed          |          |
| 38   | 17       | Grounded         |          |
| 39   | 18       | Six Minus Six    |          |
| 40   | 19       | Lions and Lambs  |          |

### 第三季
| 集數  | 當季集數 | 美版標題                            | 台版標題                          |
| ----- | -------- | ----------------------------------- | --------------------------------- |
| 41    | 01       | Back in Black                       |                                   |
| 42    | 02       | Crash and Burn                      |                                   |
| 43-44 | 03-04    | Ben 10/Generator Rex: Heroes United | (Ben10終極英雄中的田小班有來客串) |
| 45    | 05       | Phantom of the Soap Opera           |                                   |
| 46    | 06       | Riddle of the Sphinx                |                                   |
| 47    | 07       | Double Vision                       |                                   |
| 48    | 08       | Guy vs. Guy                         |                                   |
| 49    | 09       | Black and White                     |                                   |
| 50    | 10       | Deadzone                            |                                   |
| 51    | 11       | Assault on Abysus                   |                                   |
| 52    | 12       | Remote Control                      |                                   |
| 53    | 13       | A Brief History of Time             |                                   |
| 54    | 14       | Mind Games                          |                                   |
| 55    | 15       | Hermanos                            |                                   |
| 56    | 16       | Target: Consortium                  |                                   |
| 57    | 17       | Enemies Mine                        |                                   |
| 58    | 18       | Rock My World                       |                                   |
| 59-60 | 19-20    | Endgame                             |                                   |

## 音樂
- 片頭曲：〈Revolution〉

主唱為美國樂團Orange。
有台灣中文版，但僅電視片頭20秒。主唱為于正昇。
- 片尾曲：〈Revolution〉（演奏版）

## 相關連結
- （英文）美國官方網站
- （繁體中文）台灣官方網站 （页面存档备份，存于）
- （日語）日本官方網站 （页面存档备份，存于）